# Bandar
Bandar o Bunder (in Persiano بندر) è una parola di origine Persiana che indica "porto", "rifugio", "attracco". Etimologicamente deriva dalla combinazione delle due parole بند Band (vicino) e در dar (cancello, ingresso, porta) e indica quindi un'area protetta (tipicamente dal mare) e quindi un porto, un attracco per le navi. Con questa parola i marinai persiani solevano indicare una regione del sud dell'Iran dove potevano attraccare facilmente.
Con la parola Bandar burqa si indica un particolare tipo di burqa.